# Thomas Berkhout
Thomas Berkhout (Delft, 22 de novembre de 1984) va ser un ciclista neerlandès, que fou professional del 2003 al 2010.

## Palmarès
- 2005
  - 1r a la Volta al Brabant flamenc i vencedor d'una etapa
- 2006
  - Vencedor d'una etapa a la Ronde van Midden-Brabant
  - 1r a l'Olympia's Tour